# Viktors Ignatjevs
Viktors Ignatjevs (Riga, 26 aprile 1970) è un ex hockeista su ghiaccio lettone.

## Carriera
Nel corso della sua carriera ha indossato, tra le altre, le maglie di Dinamo Riga (1989-1991), Kansas City Blades (1992-1994), Denver Grizzlies (1994/95), Utah Grizzlies (1995/96), Long Beach Ice Dogs (1996-1998), Pittsburgh Penguins (1998/99), Nürnberg Ice Tigers (1999/2000), Leksands IF (2000/01), HC Spartak Mosca (2002/03, 2003/04), EHC Linz (2004-2008), HC Bolzano (2008/09) e HK Ozolnieki/Monarhs (2010-2013).
Con la maglia della  Lettonia ha disputato cinque edizioni dei mondiali e i giochi olimpici invernali di Salt Lake City 2002.

## Palmarès
- Turner Cup: 2

Denver Grizzlies (1994-1995)
Utah Grizzlies (1995-1996)
- Campionato italiano: 1

Bolzano: 2008-2009